# Blayney Kirkwood Hamilton
Blayney Kirkwood Hamilton (* 4. Mai 1902; † 2. März 1973) war ein irischer Badmintonspieler. 

## Karriere
Blayney Kirkwood Hamilton stammt aus einer sportbegeisterten Familie. Blayney Hamilton war sein Vater, Willoughby Hamilton sein Onkel. Beide waren in mehreren Sportarten äußerst erfolgreich. Seine Brüder Willoughby und Arthur und auch seine Schwester Mavis waren ebenso bedeutende Badmintonspieler Irlands in der Zeit zwischen den Weltkriegen. Er selbst repräsentierte ebenfalls seine Heimat international und gewann 1932 die irischen Titelkämpfe im Herrendoppel gemeinsam mit seinem Bruder Arthur.